# Dendropsophus marmoratus
Espèce
Synonymes
- Bufo marmoratus Laurenti, 1768
- Hyla marmorata (Laurenti, 1768)

Statut de conservation UICN

 LC  : Préoccupation mineure
Dendropsophus marmoratus est une espèce d'amphibiens de la famille des Hylidae.

## Répartition
Cette espèce se rencontre jusqu'à 1 000 m d'altitude dans le bassin amazonien :
- au Suriname ;
- en Guyane ;
- au Guyana ;
- au Brésil dans les États d'Amapá, d'Amazonas, du Pará, du Roraima, du Mato Grosso, du Rondônia et de l'Acre ;
- dans l'État d'Amazonas au Venezuela ;
- dans le sud-est de la Colombie ;
- dans l'est de l'Équateur ;
- dans l'est du Pérou ;
- dans le nord de la Bolivie.

## Publication originale
- Laurenti, 1768 : Specimen medicum, exhibens synopsin reptilium emendatam cum experimentis circa venena et antidota reptilium austriacorum Vienna Joan Thomae p. 1-217 (texte intégral).